# Apotheke Deichstraße 1
Die ehemalige Apotheke Deichstraße 1 in der niedersächsischen Samtgemeinde Land Hadeln, Gemeinde Neuhaus, im Landkreis Cuxhaven, stammt aus der zweiten Hälfte des 18. Jahrhunderts. Aktuell (2024) wird sie als Wohnhaus und Pflegedienstbüro genutzt.
Das Gebäude steht unter Denkmalschutz (siehe auch Liste der Baudenkmale in Neuhaus (Oste)).

## Geschichte und Beschreibung
Die Besiedelung des Ortes fand um 1000 nach Christus auf den Wurten rund um die Aue, Oste und Elbe statt. In der Nähe zum Hafen an der Oste ist der Siedlungskern des Ortes. Neuhaus war ein bedeutender Umschlagsplatz für Ausfuhren von Getreide, Torf und Ziegelsteinen u. a. nach England, Holland, Skandinavien und nach Übersee. An der Zollstation mussten alle Schiffe, die Zoll zu zahlen hatten, den Hafen anlaufen.
Das eingeschossige traufständige symmetrische Eckgebäude in Backstein mit ziegelgedecktem Krüppelwalmdach stammt von 1773 (Inschrift). Markant ist das straßenseitige dreiachsige Dachhaus in Fachwerk mit Steinausfachungen.
Bis in die 1950er Jahre war hier noch die Apotheke (gemäß Postkarte), die heute (2024) Am Markt steht.
Das Landesdenkmalamt befand u. a.: „… geschichtliche und städtebauliche Bedeutung … .“
Am trapezförmigen Schleusenplatz stehen weitere denkmalgeschützte Gebäude: Gasthäuser (Nr. 2 + Nr. 3), Zollamt (Nr. 4) und weitere Wohnhäuser (Nr. 1, Nr. 5 + Nr. 6).